# Équipe du Salvador de rugby à XIII
L'équipe du Salvador de rugby à XIII rassemble les meilleurs joueurs de rugby à XIII du Salvador ou originaires de ce pays. 
Le rugby à XIII ayant ses origines en 1895 et l'équipe nationale ayant été créée en 2015, il s'agit d'une nation récente sur la scène treiziste internationale. 
La présence d'une communauté salvadorienne en Australie, grande nation de rugby à XIII, explique que la sélection a pu être créée.  
En 2017 et  2018, elle occupe la trente-septième place du classement mondial,.  

## Histoire
L'équipe est de création récente. Elle nait en Australie en 2015, favorisée par le fait qu'il y existe une communauté importante de réfugiés salvadoriens.
L'Amérique centrale fait également partie des objectifs de développement de la RLIF qui avait déjà un projet au Salvador : dopé par l'expérience des Toronto Wolfpack au Canada en Amérique du Nord, un Australien, Chris Reid, espère créer un championnat dans le pays et il parvient à monter l'équipe nationale qui dispute son premier match contre le Chili (défaite 58 à 20). Une compétition, la « 2017 Harmony Cup » est créée pour permettre à de nouvelles équipes comme celle du Salvador, de gagner du temps de jeu et de l'expérience en affrontant d'autres équipes naissantes du rugby à XIII.
L'équipe est, fin des années 2010, principalement composée d'Heritage players.
En 2021, le pays rencontre pour la première fois le Pérou à Campbelltown en Australie. Il remporte la victoire sur le score de 18 à 10.